# Hasliberg
Hasliberg ist eine politische Gemeinde im Verwaltungskreis Interlaken-Oberhasli des Kantons Bern in der Schweiz.

## Geographie

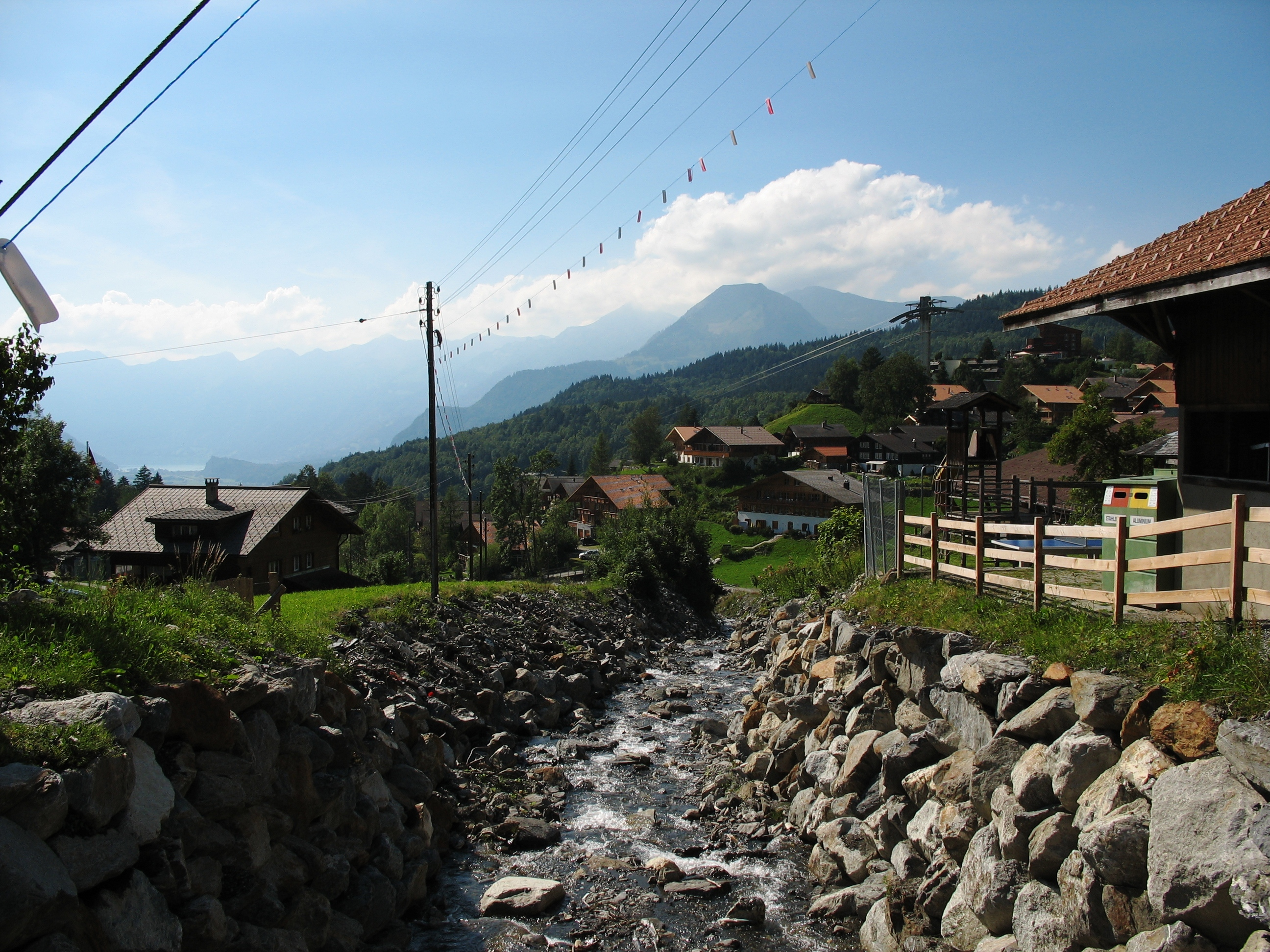
Hasliberg im Juli 2007

Das Gemeindegebiet Hasliberg beginnt hinter dem Brünigpass (1008 m ü. M.). Von da aus dehnt es sich über die ganze Sonnenterrasse des Haslitals aus bis zur Planplatten (2246 m ü. M.) und zieht sich weiter bis ins Gebiet Baumgarten/Engstlenalp. Die Gemeinde grenzt im Westen und Süden an Meiringen, östlich an Innertkirchen und im Norden an den Kanton Obwalden. Höchster Punkt der Gemeinde Hasliberg ist das Glogghüs mit 2534 m ü. M., der tiefste Punkt liegt im Fussweg im Reutiberg mit etwa 700 m ü. M.
Das besiedelte Gebiet erstreckt sich über vier Dörfer auf neun Kilometer Länge: Ausgehend vom Brünigpass kommt man nach Hohfluh (1051 m ü. M.), von dort über Wasserwendi (1217 m ü. M.) und Goldern (1082 m ü. M.) schliesslich nach Reuti (1061 m ü. M.).

## Geschichte

Aussicht von der Wasserwendi in Hasliberg 1911

Luftbild von Hasliberg-Hohfluh von Werner Friedli (1949)

Hasliberg war das Zentrum der alten Landschaft (Talschaft) Hasle. Der Name Hasle leitet sich vermutlich ab von althochdeutsch hasal(a) (Haselgebüsch). Im 13. Jahrhundert bestand eine Streusiedlung, erstmals erwähnt im Jahre 1358 als ze Hasle an dem Berge. Die moderne Gemeinde wurde 1834 gegründet, als Hasleberg, innerhalb der Grenzen der seit dem Spätmittelalter bestehenden Bäuert, die moderne Schreibung Hasliberg wurde 1923 offiziell.
Ab dem 14. Jahrhundert wurde an verschiedenen Stellen im Gebiet Eisenerz abgebaut. Die älteste überlieferte Gemeindeordnung der Bäuert stammt aus dem Jahr 1555.
Die Gemeinde lag lange abgeschieden und nur zu Fuss oder auf dem Pferde zugänglich. Die Bewohner lebten hauptsächlich von der Landwirtschaft. 1859 wurde der steile Weg von Goldern und Reuti nach Meiringen so weit ausgebaut, dass er zur Not über die vielen Kehren mit einem einachsigen Wagen befahren werden konnte. 1890 wurde ein drei Meter breites Fahrsträsschen von Meiringen nach Hohfluh errichtet. 1885 und 1890 wurden die beiden ersten Pensionen eröffnet, während in Meiringen der Tourismus mit 18 Hotels seine Blütezeit erlebte. Mit dem Bau der heutigen Strasse vom Brünig nach Reuti in den Jahren 1902 bis 1907 wurde die Gemeinde erstmals richtig erschlossen; bis 1930 herrschte aber noch ein von der Bevölkerung stark unterstütztes Fahrverbot für motorisierte Fahrzeuge, so dass der Hasliberg ein autofreier Kurort war. Eine Postkutsche nutzte die neue Strasse von 1907 bis 1925, ab 1909 auch im Winter. Die Strasse führte zu einem Aufschwung in der Gemeinde, und der Tourismus etablierte sich schnell als wichtiges wirtschaftliches Standbein. 1911 gab es bereits elf Hotels mit 600 Betten. Später entwickelte sich allmählich auch ein Tourismus im Winter. Das 1906 erbaute Nobelhotel «Schweizerhof» machte Konkurs, als während des Ersten Weltkriegs die Gäste ausblieben. Später war es ein evangelisches Ferienheim, nach 1985 wurde es zur Rehabilitationsklinik Hasliberghof umgebaut, seit 2007 wird das Haus als Rehaklinik Hasliberg geführt.
1960 wurde die erste Gondelbahn eröffnet, die von Wasserwendi auf die Alp Käserstatt führt. 1973 wurde die Luftseilbahn Meiringen–Hasliberg eröffnet.
Die erste reformierte Kirche auf dem Hasliberg wurde 1938 in Hohfluh errichtet. Zuvor mussten die Hasliberger für den Besuch der Kirche nach Meiringen. 1947 wurde ein Vikariat errichtet. Seit 1967 hat die Gemeinde eine volle Pfarrstelle. 1975 wurde die Christophoruskapelle als erster katholischer Sakralbau in Hasliberg-Hohfluh gebaut.

## Bevölkerung
| Bevölkerungsentwicklung | Bevölkerungsentwicklung | Bevölkerungsentwicklung | Bevölkerungsentwicklung | Bevölkerungsentwicklung | Bevölkerungsentwicklung | Bevölkerungsentwicklung | Bevölkerungsentwicklung | Bevölkerungsentwicklung | Bevölkerungsentwicklung | Bevölkerungsentwicklung | Bevölkerungsentwicklung | Bevölkerungsentwicklung | Bevölkerungsentwicklung |
| ----------------------- | ----------------------- | ----------------------- | ----------------------- | ----------------------- | ----------------------- | ----------------------- | ----------------------- | ----------------------- | ----------------------- | ----------------------- | ----------------------- | ----------------------- | ----------------------- |
| Jahr                    | 1764                    | 1850                    | 1880                    | 1900                    | 1930                    | 1950                    | 1960                    | 1970                    | 1980                    | 1990                    | 2000                    | 2010                    | 2023                    |
| Einwohner               | 693                     | 1'309                   | 1'257                   | 1'037                   | 912                     | 1'044                   | 1'172                   | 1'292                   | 1'328                   | 1'335                   | 1'276                   | 1'238                   | 1'111                   |

Hasliberg hat einen Ausländeranteil von 14,0 %.

## Bergbahnen

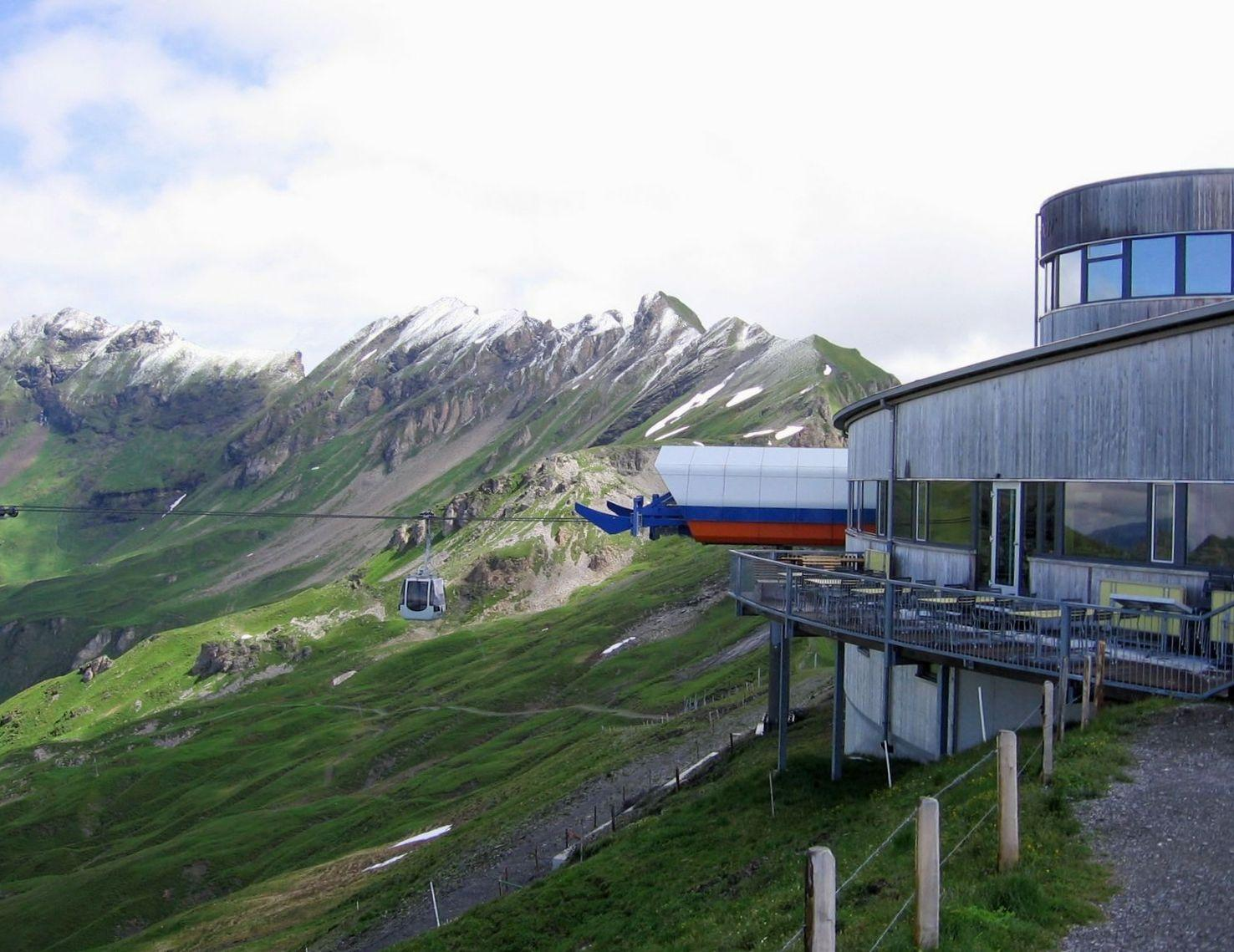
AlpenTower

Von Meiringen führt die Luftseilbahn nach Hasliberg-Reuti. In Reuti beginnt die 2005 errichtete Gondelbahn mit Achtergondeln zur Mittelstation Bidmi und Bergstation Mägisalp. Von der Mägisalp führen Sessellifte auf das Glogghüs (2432 m ü. M.), und ebenso geht es mit der 8er-Gondelbahn Eagle-Express zum Berggasthaus AlpenTower auf Planplatten (2250 m ü. M.). Ein Sessellift von der Bidmi nach Käserstatt verbindet die beiden ehemals getrennten Bahnunternehmen.
In Wasserwendi gibt es eine Gondelbahn über Lischen bis zur Bergstation Käserstatt. Dort stehen Schlepplifte und ein 6er-Sessellift auf den Hochsträss zur Verfügung.
Schon 1901 bestand ein Projekt für eine Standseilbahn von Meiringen.

## Ausflugsziele
Insbesondere für Familien mit Kindern sind die beiden Muggestutz-Abenteuer-Zwergenwege eingerichtet. Der Weg 1 führt von der Mägisalp nach Bidmi, der Weg 2 von Käserstatt nach Lischen. Daneben führt ein Fussweg von Reuti nach Meiringen in ca. 45 Minuten.

## Bildung
In Goldern ist die über die Landesgrenzen hinaus bekannte Ecole d’Humanité ansässig. Diese ist eine Privatschule, die seit 1946 unter staatlicher Aufsicht betrieben wird.